# Frunzik Mkrtčjan
Frunze Mušegovič Mkrtčjan, detto Frunzik (in russo Фрунзик Мушегович Мкртчян?; Leninakan, 4 luglio 1930 – Erevan, 29 dicembre 1993), è stato un attore e regista teatrale sovietico di origine armena, artista del popolo dell'Unione Sovietica nel 1984 e della RSS Armena nel 1971.

## Filmografia parziale
- Una vergine da rubare (1966)
- Mimino (1977)
- Alibaba Aur 40 Chor (1980)